# Elaphe
Ne pas confondre avec le Cerf élaphe
Genre
Elaphe est un genre de serpents de la famille des Colubridae.

## Répartition
Les espèces de ce genre se rencontrent en Eurasie, de l'Italie et des Balkans jusqu'à la Chine, le Japon et l'Indonésie.

## Description
Les espèces de ce genre sont des couleuvres moyennes à très grandes au corps élancé mais robuste. Leur tête est assez carrée et leur ventre est très plat. Les juvéniles présentent souvent des motifs différenciés et plus marqués que ceux des adultes.

## Liste des espèces
Selon The Reptile Database (31 mai 2019) :
- Elaphe anomala (Boulenger, 1916)
- Elaphe bimaculata Schmidt, 1925
- Elaphe cantoris (Boulenger, 1894)
- Elaphe carinata (Günther, 1864)
- Elaphe climacophora (Boie, 1826)
- Elaphe davidi (Sauvage, 1884)
- Elaphe dione (Pallas, 1773)
- Elaphe hodgsoni (Günther, 1860)
- Elaphe moellendorffi (Boettger, 1886)
- Elaphe quadrivirgata (Boie, 1826)
- Elaphe quatuorlineata (Bonnaterre, 1790)
- Elaphe sauromates (Pallas, 1811)
- Elaphe schrenckii Strauch, 1873
- Elaphe taeniura (Cope, 1861)
- Elaphe zoigeensis Huang, Ding, Burbrink, Yang, Huang, Ling, Chen & Zhang, 2012

## Taxinomie
Le genre Elaphe contenait jusqu'à récemment de nombreuses espèces dont les points communs étaient d'être des couleuvres moyennes à grandes, à l'écaillure souvent brillante, au comportement souvent assez calme, et avec des mœurs semi-arboricoles pour une partie des espèces. On les nomme fréquemment « serpents ratiers » du fait de leur régime alimentaire (d'après la dénomination anglophone « ratsnake » qui peut nommer toutes les espèces du genre en anglais, bien que des espèces d'autres genres sont aussi dénommés ainsi). Ce genre était pratiquement un taxon fourre-tout. Plusieurs études génétiques récentes ont permis d'établir une classification phylogénétique des espèces du groupe, et sans surprise ce groupe s'est révélé polyphylétique, car il aurait dû inclure d'autres genres traditionnellement séparés et il contenait par ailleurs des espèces fortement différenciées. Cela a conduit à la création de nouveaux genres pour accueillir une grande partie des espèces, afin d'établir des taxons plus restreints et monophylétiques. Ces genres sont Archelaphe, Coelognathus, Euprepiophis, Gonyosoma, Oocatochus, Oreocryptophis, Pantherophis, Pseudelaphe, Senticolis et Zamenis (et provisoirement Rhinechis aujourd'hui intégré dans Zamenis, et Orthriophis actuellement réintégré dans Elaphe). La nouvelle version du genre Elaphe est donc désormais fortement réduite, comprenant des espèces d'Eurasie uniquement, en prenant en compte que l'espèce type de ce taxon depuis l'origine est Elaphe quatuorlineata,.
Les genres cités ci-dessus, en excluant Gonyosoma et Coelognathus qui sont plus différenciés, et en incluant d'autres qui n'étaient pas traditionnellement inclus dans Elaphe et qui restent des genres séparés (Coronella, Pituophis, Bogertophis, Arizona, Lampropeltis, Cemophora et Rhinocheilus), sont assez apparentés et forment ensemble un clade cohérent au sein des Colubridés, répandu en Eurasie et en Amérique du Nord. Les origines de ce clade se trouvent probablement en Asie durant l'Oligocène. L'ensemble des genres américains de ce clade forment eux-mêmes un sous-clade cohérent, probablement issu d'une seule migration de l'Asie vers l'Amérique durant le Miocène, suivie par une diversification (radiation évolutive) en occupant les nombreuses niches écologiques nouvellement disponibles.
Parmi les espèces anciennement référencées dans ce genre on trouve :
- En Europe :
  - Elaphe scalaris — Couleuvre à échelons, devenue Rhinechis scalaris puis Zamenis scalaris
  - Elaphe longissima — Couleuvre d'Esculape, devenue Zamenis longissimus
  - Elaphe situla — Couleuvre léopard, devenue Zamenis situla
  - Elaphe lineata, devenue Zamenis lineatus
- Dans le reste du monde :
  - Elaphe bairdi — Ratier de Baird, devenue Pantherophis bairdi
  - Elaphe conspicillata, devenue Euprepiophis conspicillata
  - Elaphe emoryi, devenue Pantherophis emoryi
  - Elaphe erythrura, devenue Coelognathus erythrurus
  - Elaphe flavirufa, devenue Pseudelaphe flavirufa
  - Elaphe flavolineata, devenue Coelognathus flavolineatus
  - Elaphe gloydi, devenue Pantherophis vulpinus
  - Elaphe guttata — Serpent des blés, devenue Pantherophis guttatus
  - Elaphe helena, devenue Coelognathus helena
  - Elaphe hohenackeri, devenue Zamenis hohenackeri
  - Elaphe leonardi, devenue Archelaphe bella
  - Elaphe maculata, devenue Elaphe anomala
  - Elaphe mandarina, devenue Euprepiophis mandarinus
  - Elaphe obsoleta — Couleuvre obscure, devenue Pantherophis obsoletus
  - Elaphe oxycephala — Serpent ratier à queue rouge, Serpent ratier des mangroves, devenue Gonyosoma oxycephalum
  - Elaphe perlacea, devenue Euprepiophis perlacea
  - Elaphe persica, devenue Zamenis persicus
  - Elaphe porphyracea, devenue Oreocryptophis porphyracea
  - Elaphe prasina, devenue Rhadinophis prasinus puis Gonyosoma prasinum
  - Elaphe radiata, devenue Coelognathus radiatus
  - Elaphe rufodorsata devenue Oocatochus rufodorsatus
  - Elaphe slowinskii, devenue Pantherophis slowinskii
  - Elaphe subradiata, devenue Coelognathus subradiatus
  - Elaphe triaspis, devenue Senticolis triaspis
  - Elaphe vulpina — Couleuvre fauve, devenue Pantherophis ramspotti

La classification phylogénétique est toujours en évolution. Ainsi Elaphe taeniura et quelques espèces assez proches avaient été reclassées dans le genre Orthriophis à partir de 2002 (Elaphe taeniura devenant donc Orthriophis taeniurus), à la suite de premières études génétiques encore assez imprécises (basées sur un petit nombre de marqueurs). Mais d'autres études génétiques plus approfondies sont venues contester la cohérence de ce genre qui a fini par être récemment invalidé, notamment depuis 2017. Le genre Elaphe (nouveau sens restreint) s'insère en effet au sein de l'arbre des Orthriophis. Ces espèces sont donc de nouveau intégrées dans le genre Elaphe, en retrouvant leurs anciens noms.
- Orthriophis cantoris, redevenue Elaphe cantoris
- Orthriophis hodgsoni, redevenue Elaphe hodgsoni
- Orthriophis moellendorffi, redevenue Elaphe moellendorffi
- Orthriophis taeniurus, redevenue Elaphe taeniura

## Étymologie
Le nom de ce genre, Elaphe, vient du grec ελοψ, ελοπος, nom d'une couleuvre décrite par Nicandre de Colophon.

## Publication originale
- Fitzinger, 1833 in Wagler, 1833 : Descriptiones et Icones Amphibiorum.